# Babna Brda
Babna Brda – wieś w Słowenii, w gminie Šmarje pri Jelšah. W 2018 roku liczyła 157 mieszkańców.